# Ebenezer Dumont

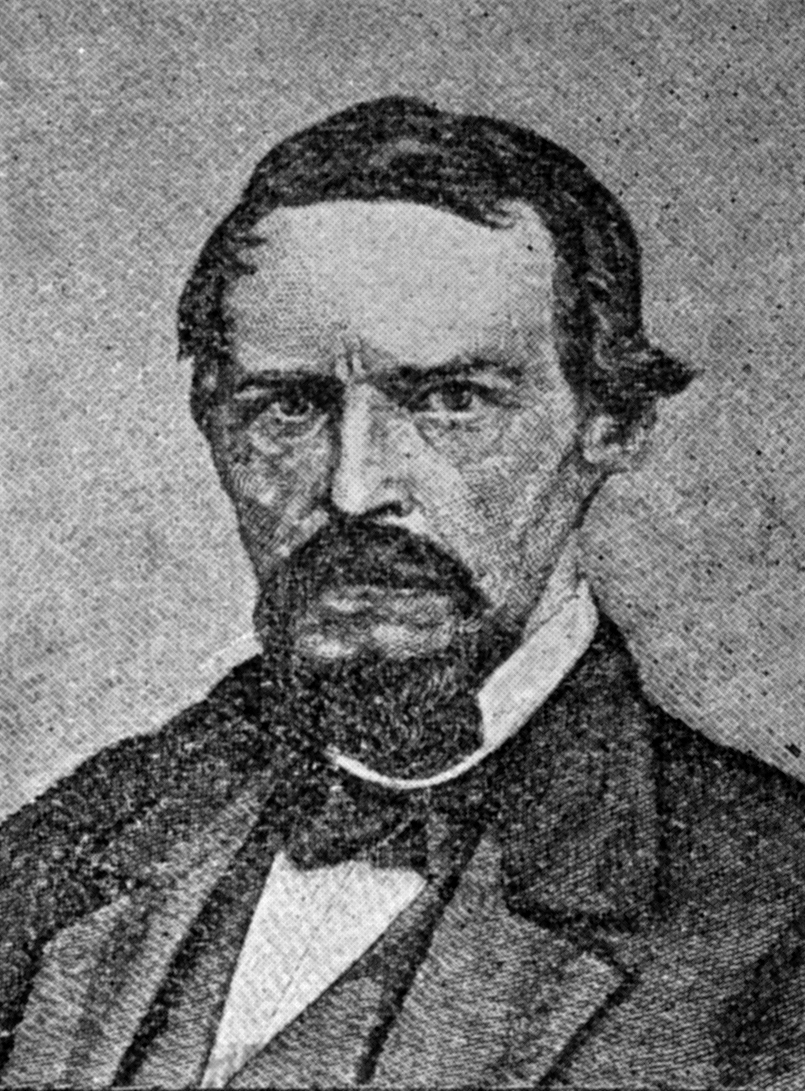
Ebenezer Dumont

Ebenezer Dumont (* 23. November 1814 in Vevay, Indiana; † 16. April 1871 in Indianapolis, Indiana) war ein US-amerikanischer Politiker. Zwischen 1863 und 1867 vertrat er den Bundesstaat Indiana im US-Repräsentantenhaus.

## Werdegang
Ebenezer Dumont genoss eine gute Grundschulausbildung. Nach einem anschließenden Jurastudium und seiner Zulassung als Rechtsanwalt begann er in Vevay in diesem Beruf zu arbeiten. Gleichzeitig schlug er eine politische Laufbahn ein. 1838 war er Abgeordneter im Repräsentantenhaus von Indiana. In den Jahren 1839 bis 1845 fungierte Dumont als Kämmerer der Stadt Vevay. Während des Mexikanisch-Amerikanischen Krieges war er Oberstleutnant einer Freiwilligeneinheit. Zwischen 1850 und 1853 war er nochmals Abgeordneter im Staatsparlament und fungierte dabei zeitweise als Speaker. Während des Bürgerkrieges war er zwischen 1861 und 1863 Offizier einer Infanterieeinheit im Heer der Union. Dabei stieg er bis zum Brigadegeneral auf.
Bei den Kongresswahlen des Jahres 1862 wurde Dumont als Unionist im sechsten Wahlbezirk von Indiana in das US-Repräsentantenhaus in Washington, D.C. gewählt, wo er am 4. März 1863 die Nachfolge von Albert Porter antrat. Nach einer Wiederwahl konnte er bis zum 3. März 1867 zwei Legislaturperioden im Kongress absolvieren. Während seiner zweiten Amtszeit vertrat er die Republikanische Partei. Bis 1865 war Dumont Vorsitzender des Ausschusses zur Verwaltung des District of Columbia. Danach leitete er zwischen 1865 und 1867 den Ausschuss zur Kontrolle der Ausgaben des Innenministeriums. Während seiner Zeit als Kongressabgeordneter endete der Bürgerkrieg. Seit 1865 war auch die Arbeit des Kongresses vom Konflikt zwischen der Republikanischen Partei und Präsident Andrew Johnson geprägt.
1866 verzichtete Ebenezer Dumont auf eine erneute Kongresskandidatur. Im Jahr 1871 wurde er von Präsident Ulysses S. Grant zum Gouverneur des Idaho-Territoriums ernannt. Dumont starb aber bereits am 16. April 1871 in Indianapolis, noch ehe er dieses Amt antreten konnte. An seiner Stelle übernahm Thomas M. Bowen den Posten.